# جاده ئی۴۶ اروپا

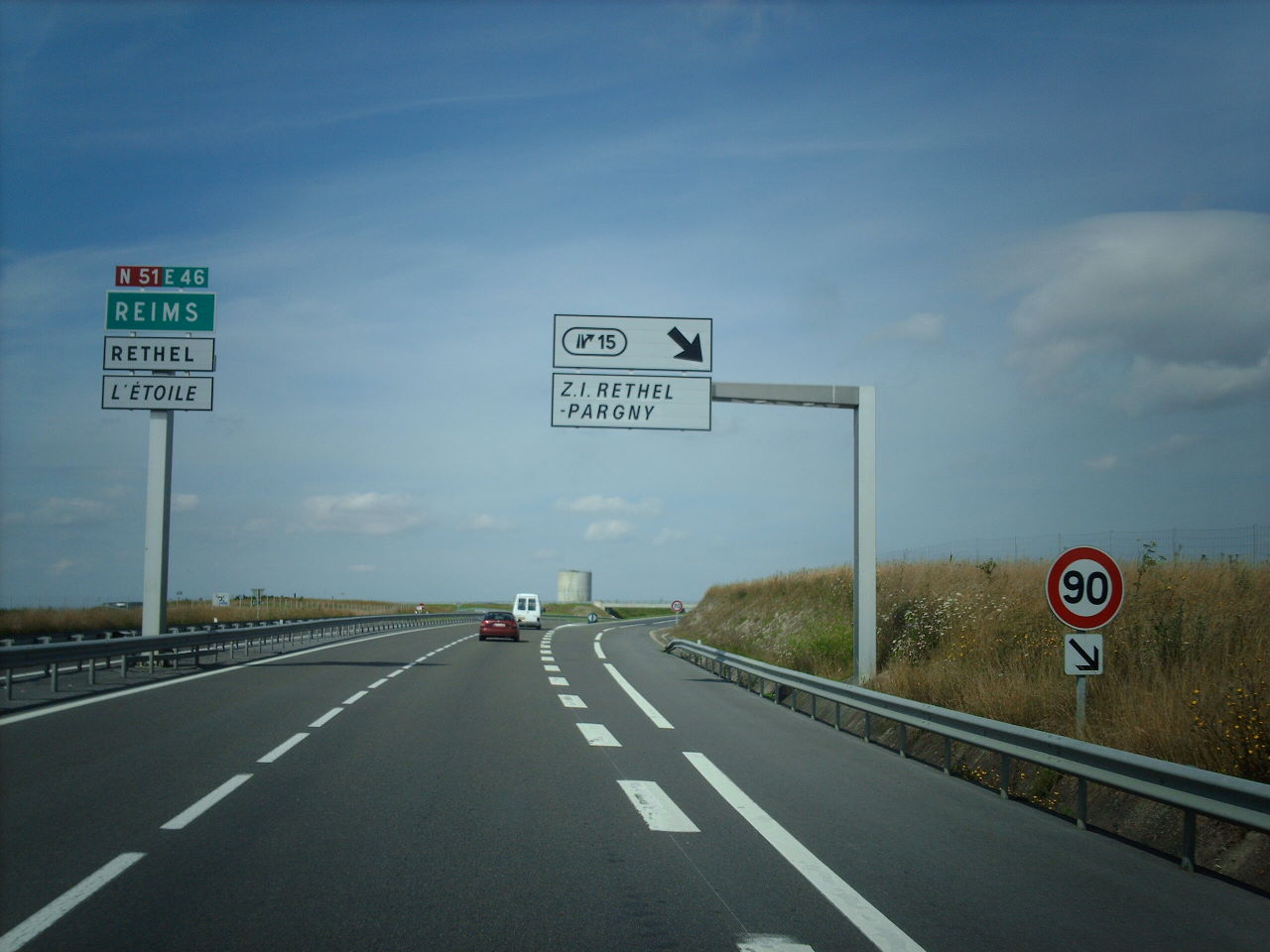
جاده ئی۴۶ اروپا در فرانسه

جاده ئی۴۶ اروپا (به انگلیسی: European route E46) یکی از جاده‌های اصلی قاره اروپا است.
این جاده که از شهر شربورگ-اکتوویل (فرانسه) شروع شده، در شهر لیژ (بلژیک) به پایان میرسد و مسافت آن ۷۵۳ کیلومتر است.